# Mannschaftskader der Chinesischen Mannschaftsmeisterschaft im Schach 2012
Die Liste der Mannschaftskader der Chinesischen Mannschaftsmeisterschaft im Schach 2012 enthält alle Spieler, die in der Chinesischen Mannschaftsmeisterschaft im Schach 2012 mindestens einmal eingesetzt wurden mit ihren Einzelergebnissen.

## Allgemeines
Die Zahl der gemeldeten Spieler war nicht beschränkt. Während die Beijing Patriots, Jiangsu Taizhou und Chongqing mit je sieben Spielern auskamen, setzten Wuxi Huafang Construction und Chengdu Bank je elf Spieler ein. Insgesamt kamen 107 Spieler zum Einsatz, von denen 21 alle Wettkämpfe mitspielten.
Punktbeste Spieler mit jeweils 16,5 Punkten waren Huang Qian (Chongqing), Wen Yang (Shandong Gree) und Ding Liren (Zhejiang Yinzhou), wobei Huang Qian 21 Partien spielte, Wen Yang und Ding Liren je 22.
Zhang Hong (Shanghai Jianqiao University) gewann bei seinem einzigen Einsatz kampflos und erreichte damit als einziger Spieler 100 %.

## Legende
Die nachstehenden Tabellen enthalten folgende Informationen:
- Nr.: Ranglistennummer
- Titel: FIDE-Titel zu Saisonbeginn (Eloliste vom März 2012); GM = Großmeister, IM = Internationaler Meister, FM = FIDE-Meister, WGM = Großmeister der Frauen, WIM = Internationaler Meister der Frauen, WFM = FIDE-Meister der Frauen, CM = Candidate Master, WCM = Candidate Master der Frauen
- Elo: Elo-Zahl zu Saisonbeginn (Eloliste vom März 2012), sofern vorhanden
- Nation: Nationalität gemäß Eloliste vom März 2012; ARM = Armenien, AUS = Australien, BLR = Weißrussland, CHN = China, GEO = Georgien, HUN = Ungarn, INA = Indonesien, IND = Indien, MDA = Moldawien, MGL = Mongolei, QAT = Katar, RUS = Russland, SIN = Singapur, SLO = Slowenien, UKR = Ukraine, USA = Vereinigte Staaten, VIE = Vietnam
- G: Anzahl Gewinnpartien
- R: Anzahl Remispartien
- V: Anzahl Verlustpartien
- Pkt.: Anzahl der erreichten Punkte
- Partien: Anzahl der gespielten Partien
- Elo-Performance: Turnierleistung der Spieler mit mindestens 5 Partien
- Normen: Erspielte Normen für FIDE-Titel

## Shanghai Jianqiao University
| Nr. | Titel | Name            | Elo  | Nation | G  | R  | V | Pkt. | Partien | Elo-Performance | Normen |
| --- | ----- | --------------- | ---- | ------ | -- | -- | - | ---- | ------- | --------------- | ------ |
| 1   | GM    | Pawel Eljanow   | 2684 | UKR    | 1  | 2  | 1 | 2    | 4       |                 |        |
| 2   | GM    | Zhou Jianchao   | 2625 | CHN    | 10 | 8  | 4 | 14   | 22      | 2628            |        |
| 3   | GM    | Ni Hua          | 2637 | CHN    | 9  | 9  | 4 | 13,5 | 22      | 2626            |        |
| 4   | IM    | Lou Yiping      | 2419 | CHN    | 5  | 10 | 3 | 10   | 18      | 2543            |        |
| 5   | GM    | Anna Musytschuk | 2586 | SLO    | 3  | 0  | 1 | 3    | 4       |                 |        |
| 6   | WGM   | Ju Wenjun       | 2557 | CHN    | 10 | 8  | 0 | 14   | 18      | 2565            |        |
| 7   | WGM   | Zhang Xiaowen   | 2354 | CHN    | 3  | 9  | 4 | 7,5  | 16      | 2297            |        |
| 8   |       | Zhang Hong      | 2169 | CHN    | 1  | 0  | 0 | 1    | 1       |                 |        |
| 9   |       | Ni Shiqun       | 2157 | CHN    | 0  | 3  | 2 | 1,5  | 5       | 2117            |        |

## Beijing Patriots
| Nr. | Titel | Name       | Elo  | Nation | G  | R  | V | Pkt. | Partien | Elo-Performance | Normen |
| --- | ----- | ---------- | ---- | ------ | -- | -- | - | ---- | ------- | --------------- | ------ |
| 1   | GM    | Li Chao    | 2703 | CHN    | 6  | 11 | 1 | 11,5 | 18      | 2631            |        |
| 2   | GM    | Yu Yangyi  | 2615 | CHN    | 13 | 5  | 4 | 15,5 | 22      | 2715            |        |
| 3   | GM    | Xiu Deshun | 2492 | CHN    | 6  | 12 | 4 | 12   | 22      | 2532            |        |
| 4   |       | Bai Jinshi | 2231 | CHN    | 0  | 0  | 4 | 0    | 4       |                 |        |
| 5   | GM    | Zhao Xue   | 2543 | CHN    | 11 | 5  | 2 | 13,5 | 18      | 2498            |        |
| 6   |       | Wang Jue   | 2366 | CHN    | 8  | 6  | 8 | 11   | 22      | 2363            | WIM    |
| 7   | IM    | Wang Yu    | 2372 | CHN    | 2  | 2  | 0 | 3    | 4       |                 |        |

## Jiangsu Taizhou
| Nr. | Titel | Name       | Elo  | Nation | G  | R  | V | Pkt. | Partien | Elo-Performance | Normen |
| --- | ----- | ---------- | ---- | ------ | -- | -- | - | ---- | ------- | --------------- | ------ |
| 1   | GM    | Hou Yifan  | 2639 | CHN    | 1  | 5  | 1 | 3,5  | 7       | 2565            |        |
| 2   | GM    | Zhou Weiqi | 2628 | CHN    | 7  | 6  | 7 | 10   | 20      | 2538            |        |
| 3   |       | Yu Ruiyuan | 2511 | CHN    | 9  | 8  | 3 | 13   | 20      | 2600            |        |
| 4   | GM    | Wu Shaobin | 2450 | SIN    | 0  | 1  | 1 | 0,5  | 2       |                 |        |
| 5   | FM    | Wei Yi     | 2371 | CHN    | 9  | 3  | 5 | 10,5 | 17      | 2586            | IM     |
| 6   | WGM   | Shen Yang  | 2440 | CHN    | 8  | 9  | 5 | 12,5 | 22      | 2406            |        |
| 7   | WGM   | Guo Qi     | 2351 | CHN    | 10 | 11 | 1 | 15,5 | 22      | 2440            |        |

## Chongqing
| Nr. | Titel | Name               | Elo  | Nation | G  | R  | V | Pkt. | Partien | Elo-Performance | Normen |
| --- | ----- | ------------------ | ---- | ------ | -- | -- | - | ---- | ------- | --------------- | ------ |
| 1   | GM    | Alexander Motyljow | 2677 | RUS    | 6  | 7  | 5 | 9,5  | 18      | 2531            |        |
| 2   | GM    | Jewgeni Najer      | 2664 | RUS    | 1  | 2  | 1 | 2    | 4       |                 |        |
| 3   | IM    | Wang Chen          | 2490 | CHN    | 7  | 9  | 6 | 11,5 | 22      | 2551            |        |
| 4   | IM    | Gao Rui            | 2417 | CHN    | 2  | 12 | 8 | 8    | 22      | 2438            |        |
| 5   | WGM   | Tan Zhongyi        | 2438 | CHN    | 8  | 11 | 2 | 13,5 | 21      | 2472            | IM     |
| 6   | WGM   | Huang Qian         | 2399 | CHN    | 13 | 7  | 1 | 16,5 | 21      | 2523            |        |
| 7   |       | Lei Tingjie        | 2154 | CHN    | 0  | 1  | 1 | 0,5  | 2       |                 |        |

## Shandong Gree
| Nr. | Titel | Name        | Elo  | Nation | G  | R  | V | Pkt. | Partien | Elo-Performance | Normen |
| --- | ----- | ----------- | ---- | ------ | -- | -- | - | ---- | ------- | --------------- | ------ |
| 1   | GM    | Bu Xiangzhi | 2668 | CHN    | 8  | 12 | 2 | 14   | 22      | 2639            |        |
| 2   | GM    | Zhao Jun    | 2583 | CHN    | 7  | 12 | 3 | 13   | 22      | 2577            |        |
| 3   | GM    | Wen Yang    | 2549 | CHN    | 13 | 7  | 2 | 16,5 | 22      | 2675            |        |
| 4   | GM    | Zhu Chen    | 2491 | QAT    | 2  | 1  | 1 | 2,5  | 4       |                 |        |
| 5   | IM    | Irina Krush | 2471 | USA    | 5  | 1  | 2 | 5,5  | 8       | 2418            |        |
| 6   | WGM   | Zhang Jilin | 2257 | CHN    | 2  | 5  | 7 | 4,5  | 14      | 2232            |        |
| 7   |       | Sun Fanghui | 2136 | CHN    | 1  | 3  | 7 | 2,5  | 11      | 2190            |        |
| 8   |       | Sun Xinyue  | 2037 | CHN    | 0  | 0  | 4 | 0    | 4       |                 |        |

## Tianjin Nankai University
| Nr. | Titel | Name                    | Elo  | Nation | G | R  | V  | Pkt. | Partien | Elo-Performance | Normen |
| --- | ----- | ----------------------- | ---- | ------ | - | -- | -- | ---- | ------- | --------------- | ------ |
| 1   | GM    | Wladimir Malachow       | 2709 | RUS    | 9 | 4  | 2  | 11   | 15      | 2672            |        |
| 2   | GM    | Wladimir Hakobjan       | 2667 | ARM    | 1 | 2  | 0  | 2    | 3       |                 |        |
| 3   | GM    | Sawen Andriasjan        | 2618 | ARM    | 2 | 2  | 0  | 3    | 4       |                 |        |
| 4   |       | Ma Qun                  | 2481 | CHN    | 6 | 15 | 1  | 13,5 | 22      | 2590            | IM     |
| 5   | IM    | Liu Qingnan             | 2461 | CHN    | 3 | 10 | 6  | 8    | 19      | 2515            |        |
| 6   |       | Li Haoyu                | 2389 | CHN    | 0 | 2  | 1  | 1    | 3       |                 |        |
| 7   | GM    | Elina Danieljan         | 2486 | ARM    | 7 | 4  | 4  | 9    | 15      | 2337            |        |
| 8   | WGM   | Irine Kharisma Sukandar | 2366 | INA    | 3 | 2  | 2  | 4    | 7       | 2377            |        |
| 9   | WGM   | Ning Chunhong           | 2328 | CHN    | 3 | 5  | 13 | 5,5  | 21      | 2225            |        |
| 10  |       | Qin Ranran              | 1998 | CHN    | 0 | 0  | 1  | 0    | 1       |                 |        |

## Wuxi Huafang Construction
| Nr. | Titel | Name                   | Elo  | Nation | G | R  | V  | Pkt. | Partien | Elo-Performance | Normen |
| --- | ----- | ---------------------- | ---- | ------ | - | -- | -- | ---- | ------- | --------------- | ------ |
| 1   | GM    | Alexander Rjasanzew    | 2710 | RUS    | 6 | 3  | 1  | 7,5  | 10      | 2628            |        |
| 2   | GM    | K. Sasikiran           | 2707 | IND    | 1 | 2  | 1  | 2    | 4       |                 |        |
| 3   | GM    | Ernesto Inarkiew       | 2693 | RUS    | 2 | 1  | 1  | 2,5  | 4       |                 |        |
| 4   | GM    | Csaba Balogh           | 2668 | HUN    | 1 | 2  | 1  | 2    | 4       |                 |        |
| 5   | IM    | Wang Li                | 2400 | CHN    | 2 | 13 | 7  | 8,5  | 22      | 2471            |        |
| 6   |       | Lin Chen               | 2446 | CHN    | 4 | 12 | 6  | 10   | 22      | 2528            |        |
| 7   | GM    | Kateryna Lahno         | 2546 | UKR    | 2 | 2  | 0  | 3    | 4       |                 |        |
| 8   | IM    | Bela Chotenaschwili    | 2500 | GEO    | 2 | 0  | 1  | 2    | 3       |                 |        |
| 9   | GM    | Hoàng Thanh Trang      | 2464 | HUN    | 2 | 1  | 1  | 2,5  | 4       |                 |        |
| 10  | IM    | Lela Dschawachischwili | 2458 | GEO    | 8 | 2  | 1  | 9    | 11      | 2544            |        |
| 11  | WGM   | Gu Xiaobing            | 2257 | CHN    | 1 | 5  | 16 | 3,5  | 22      | 2099            |        |

## Hebei Sports Lottery
| Nr. | Titel | Name              | Elo  | Nation | G | R | V  | Pkt. | Partien | Elo-Performance | Normen |
| --- | ----- | ----------------- | ---- | ------ | - | - | -- | ---- | ------- | --------------- | ------ |
| 1   | GM    | Wassyl Iwantschuk | 2766 | UKR    | 1 | 3 | 0  | 2,5  | 4       |                 |        |
| 2   | GM    | Nikita Witjugow   | 2699 | RUS    | 1 | 2 | 1  | 2    | 4       |                 |        |
| 3   | GM    | Zhang Pengxiang   | 2591 | CHN    | 3 | 6 | 4  | 6    | 13      | 2471            |        |
| 4   | GM    | Zhao Zong-Yuan    | 2549 | AUS    | 1 | 1 | 2  | 1,5  | 4       |                 |        |
| 5   |       | Wan Yunguo        | 2441 | CHN    | 5 | 8 | 7  | 9    | 20      | 2511            |        |
| 6   | GM    | Wang Rui          | 2407 | CHN    | 1 | 5 | 4  | 3,5  | 10      | 2418            |        |
| 7   | IM    | Yang Kaiqi        | 2360 | CHN    | 3 | 3 | 5  | 4,5  | 11      | 2521            |        |
| 8   | IM    | Lilit Mkrttschjan | 2457 | ARM    | 3 | 3 | 2  | 4,5  | 8       | 2328            |        |
| 9   | WFM   | Zhai Mo           | 2262 | CHN    | 6 | 5 | 11 | 8,5  | 22      | 2297            |        |
| 10  |       | Wang Doudou       | 2186 | CHN    | 1 | 5 | 8  | 3,5  | 14      | 2186            |        |

## Guangdong Huateng Club
| Nr. | Titel | Name                    | Elo  | Nation | G | R | V | Pkt. | Partien | Elo-Performance | Normen |
| --- | ----- | ----------------------- | ---- | ------ | - | - | - | ---- | ------- | --------------- | ------ |
| 1   | GM    | Andrij Wolokitin        | 2716 | UKR    | 3 | 0 | 1 | 3    | 4       |                 |        |
| 2   | GM    | Li Shilong              | 2549 | CHN    | 4 | 5 | 6 | 6,5  | 15      | 2528            |        |
| 3   | GM    | Yu Shaoteng             | 2507 | CHN    | 1 | 5 | 4 | 3,5  | 10      | 2410            |        |
| 4   | IM    | Zeng Chongsheng         | 2435 | CHN    | 7 | 6 | 7 | 10   | 20      | 2526            |        |
| 5   |       | Liu Chang               | 2262 | CHN    | 2 | 8 | 7 | 6    | 17      | 2398            |        |
| 6   | IM    | Batchujagiin Möngöntuul | 2451 | MGL    | 4 | 5 | 2 | 6,5  | 11      | 2339            |        |
| 7   | WIM   | Kuang Yinghui           | 2205 | CHN    | 3 | 5 | 5 | 5,5  | 13      | 2295            |        |
| 8   |       | Liu Manli               | 2105 | CHN    | 2 | 1 | 2 | 2,5  | 5       | 2413            |        |
| 9   |       | Li Xueyi                | 2076 | CHN    | 2 | 4 | 9 | 4    | 15      | 2154            |        |

## Qingdao School
| Nr. | Titel | Name                   | Elo  | Nation | G  | R  | V  | Pkt. | Partien | Elo-Performance | Normen |
| --- | ----- | ---------------------- | ---- | ------ | -- | -- | -- | ---- | ------- | --------------- | ------ |
| 1   | GM    | Baadur Dschobawa       | 2711 | GEO    | 1  | 2  | 1  | 2    | 4       |                 |        |
| 2   | GM    | Lê Quang Liêm          | 2698 | VIE    | 2  | 4  | 2  | 4    | 8       | 2542            |        |
| 3   | GM    | Nguyễn Ngọc Trường Sơn | 2656 | VIE    | 0  | 10 | 0  | 5    | 10      | 2526            |        |
| 4   |       | Ma Zhonghan            | 2369 | CHN    | 1  | 12 | 9  | 7    | 22      | 2403            |        |
| 5   |       | Mu Ke                  | 2286 | CHN    | 1  | 8  | 12 | 5    | 21      | 2315            |        |
| 6   |       | Wang Tongsen           | 2112 | CHN    | 0  | 0  | 1  | 0    | 1       |                 |        |
| 7   | WGM   | Phạm Lê Thảo Nguyên    | 2425 | VIE    | 10 | 6  | 2  | 13   | 18      | 2452            |        |
| 8   | WGM   | Hoàng Thị Bảo Trâm     | 2356 | VIE    | 2  | 2  | 0  | 3    | 4       |                 |        |
| 9   | WIM   | Gong Qianyun           | 2302 | CHN    | 3  | 8  | 11 | 7    | 22      | 2283            |        |

## Zhejiang Yinzhou
| Nr. | Titel | Name              | Elo  | Nation | G  | R  | V  | Pkt. | Partien | Elo-Performance | Normen |
| --- | ----- | ----------------- | ---- | ------ | -- | -- | -- | ---- | ------- | --------------- | ------ |
| 1   | GM    | Sjarhej Schyhalka | 2682 | BLR    | 0  | 2  | 2  | 1    | 4       |                 |        |
| 2   | GM    | Parimarjan Negi   | 2658 | IND    | 1  | 1  | 2  | 1,5  | 4       |                 |        |
| 3   | GM    | Ding Liren        | 2660 | CHN    | 12 | 9  | 1  | 16,5 | 22      | 2731            |        |
| 4   | GM    | Lu Shanglei       | 2514 | CHN    | 3  | 6  | 12 | 6    | 21      | 2405            |        |
| 5   | IM    | Yu Lie            | 2417 | CHN    | 1  | 7  | 7  | 4,5  | 15      | 2343            |        |
| 6   | WGM   | Olga Girja        | 2467 | RUS    | 0  | 3  | 1  | 1,5  | 4       |                 |        |
| 7   | WGM   | Ding Yixin        | 2350 | CHN    | 6  | 12 | 2  | 12   | 22      | 2422            |        |
| 8   | WIM   | Wang Xiaohui      | 2209 | CHN    | 3  | 3  | 10 | 4,5  | 16      | 2183            |        |
| 9   |       | Qiu Mengjie       | 1968 | CHN    | 0  | 1  | 1  | 0,5  | 2       |                 |        |

## Chengdu Bank
| Nr. | Titel | Name             | Elo  | Nation | G  | R | V  | Pkt. | Partien | Elo-Performance | Normen |
| --- | ----- | ---------------- | ---- | ------ | -- | - | -- | ---- | ------- | --------------- | ------ |
| 1   | GM    | Dmitri Jakowenko | 2741 | RUS    | 2  | 2 | 0  | 3    | 4       |                 |        |
| 2   | GM    | Wang Hao         | 2733 | CHN    | 4  | 6 | 6  | 7    | 16      | 2543            |        |
| 3   | GM    | Viktor Bologan   | 2712 | MDA    | 1  | 2 | 1  | 2    | 4       |                 |        |
| 4   | GM    | P. Harikrishna   | 2690 | IND    | 3  | 1 | 0  | 3,5  | 4       |                 |        |
| 5   | GM    | Wadim Swjaginzew | 2659 | RUS    | 1  | 2 | 0  | 2    | 3       |                 |        |
| 6   | FM    | Chen Fan         | 2375 | CHN    | 0  | 5 | 12 | 2,5  | 17      | 2244            |        |
| 7   |       | Liu Guanchu      | 2260 | CHN    | 1  | 6 | 11 | 4    | 18      | 2298            |        |
| 8   | IM    | Walentina Gunina | 2511 | RUS    | 12 | 2 | 2  | 13   | 16      | 2526            |        |
| 9   | IM    | D. Harika        | 2508 | IND    | 2  | 1 | 0  | 2,5  | 3       |                 |        |
| 10  |       | Ren Xiaoyi       | 2202 | CHN    | 2  | 3 | 9  | 3,5  | 14      | 2177            |        |
| 11  |       | Nie Xin          | 2053 | CHN    | 1  | 1 | 9  | 1,5  | 11      | 2057            |        |